# Rhododendron tenuilaminare
Rhododendron tenuilaminare är en ljungväxtart som beskrevs av Pui Cheung Tam. Rhododendron tenuilaminare ingår i släktet rododendron, och familjen ljungväxter. Inga underarter finns listade i Catalogue of Life.